# Classe Puigcerdá
 (janvier 2019).
Si vous disposez d'ouvrages ou d'articles de référence ou si vous connaissez des sites web de qualité traitant du thème abordé ici, merci de compléter l'article en donnant les références utiles à sa vérifiabilité et en les liant à la section « Notes et références ».
Le Puigcerdá  était une classe de monitor et Navire de guerre semi-submersible de la Marine espagnole.

## Description
La classe compte un seul navire.